# Gianluca Bortolami
Gianluca Bortolami (nascido a 28 de agosto de 1968 em Milão) é um ex ciclista italiano, profissional desde 1990, que conseguiu 33 vitórias.
Era um bom rodador, que conseguiu alguns triunfos importantes em clássicas de um dia, como o Volta à Flandres. Também foi segundo em provas como a Paris–Roubaix ou a Paris-Tours. Em 1994 foi o vencedor da extinta Copa do Mundo de ciclismo.
Participou em sete no Tour de France, obtendo seu melhor resultado em 1994, ano no que finalizou 13º e ganhou uma etapa.

## Palmarés
| 1990 - 1 etapa da Volta a Grã-Bretanha 1991 - 1 etapa da Volta a Grã-Bretanha - 1 etapa da Semana Lombarda 1992 - 1 etapa do Tour da Romandia - 2 etapas da Volta a Portugal 1993 - Criterium dos Abruzzos 1994 - Campeonato de Zurique - 1 etapa do Tour de #o França - Copa do Mundo - Leeds International Classic - Giro do Veneto - Grande Premeio Cidade de Camaiore 1995 - 1 etapa do Tour DuPont 1997 - Coppa Bernocchi - Giro do Piamonte - 1 etapa da Volta a Galiza | 1998 - GP Chiasso 1999 - 2 etapas da Volta a Áustria 2000 - 1 etapa do Giro dos Abruzzos 2001 - Tour de Flandres - 1 etapa da Volta a Suíça - Sparkassen Giro Bochum - 1 etapa do Brixia Tour 2002 - G.P. Bruno Beghelli - Giro da Romagna - G. P. de Fourmies 2003 - 1 etapa dos Três Dias da Panne 2004 - Giro da Romagna - 1 etapa da Volta a Bélgica |

## Resultados nas grandes voltas
| Corrida            | 1990 | 1991 | 1992 | 1993 | 1994 | 1995 | 1996 | 1997 | 1998 | 1999 | 2000 | 2001 | 2002 | 2003 | 2004 | 2005 | 2006 |
| ------------------ | ---- | ---- | ---- | ---- | ---- | ---- | ---- | ---- | ---- | ---- | ---- | ---- | ---- | ---- | ---- | ---- | ---- |
| Giro de Itália     | 123º | 16º  | 64º  | 55º  | 51º  | -    | Ab.  | 34º  | -    | -    | 96º  | -    | -    | -    | -    | -    | -    |
| Tour de France     | -    | -    | -    | 73º  | 13º  | Ab.  | -    | 46º  | -    | -    | Ab.  | -    | -    | -    | -    | Ab.  | -    |
| Volta a Espanha    | -    | -    | -    | -    | -    | -    | Ab.  | -    | -    | -    | -    | -    | -    | -    | -    | -    | -    |
| Mundial em Estrada | -    | -    | -    | 25º  | -    | -    | 34º  | -    | -    | -    | -    | 41º  | -    | -    | -    | -    |      |

## Equipas
- Diana (1990)
- Colnago (1991)
- Lampre (1992-1993)
- Mapei (1994-1996)
- Festina-Lotus (1997-1998)
- Vini Caldirola (1999-2000)
- Tacconi (2001-2002)
- Vini Caldirola (2003)
- Lampre-Caffita (2004-2005)